# Masters & Johnson
William Howell Masters (Cleveland, 27 de desembre del 1915 - Tucson, 16 de febrer del 2001) i Virginia Eshelman Johnson (Springfield, 11 de febrer del 1925 - Saint Louis, 24 de juliol del 2013) van ser dos sexòlegs estatunidencs, pioners en matèria de sexologia humana, que van estudiar milers de parelles practicant diversos actes sexuals en laboratori.
El 1964 van crear a Saint Louis (Missouri) un institut de recerques anomenat primer Reproductive Biology Research Foundation i, més tard, institut Masters & Johnson. Amb aquest nom van signar (entre d'altres) Human Sexual Response i Human Sexual Inadequacy, dues obres que es van convertir en 'referències' sobre el tema i que van ser determinants en el desenvolupament del moviment anomenat «revolució sexual».